# Expulsados
Expulsados es una banda de punk rock argentina formada en el año 1993 en la localidad de Banfield, partido de Lomas de Zamora, provincia de Buenos Aires. La formación inicial estaba conformada por Sebastián en voz, Miguel Montiel en guitarra, Juan Novoa en bajo y Guillermo Beatriche en batería. Su debut en público fue el 25 de mayo de 1993 en el colegio Paideia de Temperley. Sus influencias son: la banda punk norteamericana Ramones, de la cual hacían versiones, y también otras bandas de los '60 y '70 como Buzzcocks, The Kinks, The Who, The Damned, Gary Lewis & the Playboys, Beach Boys, entre otras.

## Historia
Al poco tiempo, Miguel deja la banda, por lo cual se convierten en un trío. Y Sebastián pasa a hacerse cargo de la guitarra. Así es como, luego de afianzarse, graban su primer demo llamado Hoy no vencerán, el material que les permitió darse a conocer en el circuito under de Buenos Aires. Con el grupo cada vez más afianzado, en el año 1994 graban su segundo demo Todo me sale mal.
En el año 1995 realizan sus primeras fechas en la costa atlántica del país. Luego de estos recitales Guillermo decide irse del grupo, ocupando su lugar Bonzo. Para esta época hacen su primera aparición, grabando dos canciones ("Un mal sueño" y "Diego (entregando el corazón)") para un compilado llamado La furia records II. Con todas estas oportunidades y varias presentaciones en vivo, ya el grupo era cada vez más conocido dentro del circuito.
En febrero de 1996 tocan por primera vez junto a Attaque 77 en un festival a beneficio realizado en el Teatro Arlequines. En el año 1997, Fernando ingresa a la banda como guitarrista, y a partir de ese momento la banda se consolida como cuarteto. Así conformados, Sebastián, Fernando, Juan y Bonzo graban un tercer demo que incluía temas de lo que luego sería el primer disco de la banda. En el transcurso del año se aleja Bonzo y retoma su lugar Guillermo: decisión que dura poco porque en menos de un año Bonzo regresa. Luego de grabar la canción "Poción de amor" para el compilado Invasión 99, Fernando es expulsado de la banda. Juan pasa a tocar provisoriamente la guitarra y Ariel llega para ocuparse del lugar que deja Juan en el bajo. Al tiempo, Juan deja la banda y Guillermo, que había aprendido a tocar la guitarra además de tocar batería, ocupa su lugar. Y aquí la formación del primer disco: Sebastián en voz, Ariel en bajo, Bonzo en batería y Guillermo en guitarra. Antes de entrar a grabar tocan con Marky Ramone en Cemento, y con estas fechas a cuestas, finalmente graban su primer disco, homónimo, en "Estudio 76", producido por ellos mismos y por Rats Records el cual logró una gran aceptación, por eso la banda saca su primer vídeoclip: Lo mejor del Rock'n Roll.
El 24 de marzo de 2000 tocan con la banda alemana Die Toten Hosen ante 2500 personas llamando la atención de los alemanes quienes finalmente los invitan a tocar al día siguiente, ya que ellos no pudieron realizar el show debido a que se cayó el escenario recién comenzado su set. Además, en octubre regresa Marky Ramone y Expulsados vuelve a ser telonero. En este show se puede percibir la mayor convocatoria que va teniendo la banda. Para fin de año se graba su segundo disco Carretera nocturna, nuevamente en Estudio 76 y producido por la banda. El disco sale a la venta para la Navidad del año 2000 y logra vender más que el primero.
En marzo de 2001 tocan con el legendario grupo punk inglés The Lurkers. Éste sería el último recital de Guillermo, quien es separado de la banda. En su lugar entra Marcelo, que era un asistente del grupo. El 24 de mayo se produce el primer show propio de Expulsados en Cemento. Es una fecha muy particular: se presenta oficialmente Carretera nocturna, se festejan los 8 años del grupo y se le hace un pequeño homenaje al recién fallecido Joey Ramone. En septiembre vuelven a tocar en Cemento con un integrante de los Ramones: CJ, último bajista del grupo. Después de conocerlo en camarines, y luego de sus respectivos shows, se dan el gusto de tocar un tema todos juntos. CJ, Sebastián en la voz, Bonzo, Ariel y Marcelo tocan Today your love, tomorrow the world. En el mes de noviembre sale Altoparlantes, un EP con seis canciones que se regaló con la entrada de un show en Cemento. Este contenía versiones de Elvis Presley, The Choir, The Animals, Beach Boys, The Shakers y The Kinks. El disco había sido grabado años antes, en Estudio 76, para propia satisfacción de la banda.
En el 2002, después de otra gira de verano por la costa atlántica empiezan a grabar un nuevo disco en las mismas condiciones que los anteriores. En marzo van a Uruguay por primera vez teniendo una gran recepción por parte del público. En julio sale su cuarto disco llamado 24 hs. en el cine y es presentado en Cemento nuevamente. En septiembre regresan a Uruguay y esta vez tocan ante 5000 personas en el "Teatro del Verano" junto a Attaque 77, Buitres y Trotsky Vengaran. En octubre son invitados por Attaque 77 para abrir su primer show en el Estadio Obras Sanitarias festejando sus 15 años. Su último disco, gracias a su difusión, les permitió empezar a tocar cada vez más por el interior del país, lo que harían el resto del año.
En el 2003 firman contrato con el sello Pop Art. Este año tiene al grupo tocando por varias partes del país y en agosto realizan tres fechas en Uruguay junto a Trotsky Vengaran. Las fechas se realizan en Colonia, Florida y Montevideo. En octubre forman parte del Quilmes Rock tocando en dos fechas del mismo: 17 y 24 de octubre. Para esta época ya estaba encaminado el trabajo de preproducción de su nuevo disco. Sería el primer disco grabado fuera de Estudios 76 y con un productor ajeno a la banda. El elegido es Juanchi Baleiron, actual cantante de Los Pericos. Pero debido a que se acercaba fin de año, la banda decidió que el disco iba a salir a la venta en el 2004.
Finalmente Cuarto para espectros sale a fines de julio, a pesar de haberse terminado de grabar en marzo. Canciones como "Sombras chinas" y "¿Quién soñó en tu almohada?", de las cuales se graban sus respectivos videos, tienen alta rotación en las radios y llevan a posicionar al grupo en un lugar fuera del under, sin perder su esencia ni su vínculo con los fanes de los primeros tiempos.
Entremedio, se produce el 30 de diciembre de 2004 la tragedia del boliche de República Cromañón, el cual marca un antes y un después en la historia del rock nacional; aun cuando las consecuencias de tal tragedia afectaron la posibilidad de presentarse en los boliches, locales y pubs a los cuales Expulsados estaba acostumbrado a tocar en todos esos años, son convocados, a partir de este momento, en grandes festivales como el Pepsi Music, el Quilmes Rock y el Cosquín Rock. También realizan un viaje a México, donde les va muy bien y establecen una amistad con el público mexicano que va a perdurar hasta la actualidad.
Así mismo, en el año 2005 se produce una colaboración de Expulsados en el disco tributo "Todos Somos Ramones", un álbum doble que consistía en versiones de la banda fundacional del punk rock hechos por bandas de todo el planeta y en varios idiomas. Por su parte Expulsados interpreta en dicho álbum el tema "Mental Hell".
Luego de dos años de silencio discográfico, Expulsados editó Museo de cera a mediados de 2006. Grabado en estudios "Del Cielito" y producido por Ezequiel Araujo, la placa retoma el sonido que los caracterizó durante tantos shows en vivo. Los temas más destacados fueron: "Nada cambió mi amor" y "Desaparecer".
En 2008 lanzan la segunda parte de Altoparlantes: Altoparlantes 2, un EP de ocho canciones con reversiones de clásicos de los 50's y 60's, reversionados al propio estilo de Expulsados. Entre ellos se encuentran "El tema de la Pantera Rosa", "I'm a Boy" (The Who) y "Man with all the toys" (Beach Boys). Se trata de una especie de homenaje a los artistas que han influenciado su carrera.
En el año 2009, Sebastián canta junto a Marky Ramone en su proyecto Marky Ramone and friends y se presentan en España, Italia, Eslovaquia, China, Austria y Portugal. Ariel se despide del grupo dando lugar a la vuelta de Juan Novoa al grupo, quien luego de grabar Retrato de un cazador y varias presentaciones en vivo se aleja de la banda. Su lugar lo ocupa Martin; Marcelo y Martín se suman también al proyecto de Marky.
A fines de 2011 se producen nuevos cambios de formación: Nano ocupa el lugar de Marcelo y Pablo ingresa en el puesto de bajista. Expulsados queda conformado por Sebastián en la voz, Nano en guitarra, Pablo en bajo, Bonzo en batería y Charles en teclado y segunda guitarra.
En el año 2013 el grupo se embarca en una gira por su 20.º aniversario en donde se presentan en Uruguay, Paraguay y todo el interior de Argentina, cerrando esta gira en el Teatro Flores con sala llena en donde registran imágenes y audio para su primer DVD a salir a la venta próximamente.
En 2014 el grupo inicia el año teloneando a Bad Religion en el Microestadio Malvinas Argentinas, para luego alejarse de los escenarios para terminar su nuevo disco y adelantar canciones del mismo en el Teatro Vorterix, el 18 de octubre.
En 2016  Editan su séptimo disco de estudio llamado "Suicidas y sicarios". Tras años de espera, el grupo entrega temas clásicos como " Te estaré esperando" o "Cien números".
En 2022 lanzan una nueva placa discográfica titulada "El laberinto de neblina", cuyo corte de difusión fue "Lejos de olvidar" y próximamente "Baúl Vacío" en el Teatro Flores.

## Formación
- Sebastián Expulsado (voz) (1993-)
- Nano Expulsado (guitarra) (2011-)
- Alan Expulsado (bajo) (2025-)
- Gabriel Expulsado (batería) (2014-)

## Discografía
| Álbumes de estudio - Expulsados (1999) - Carretera nocturna (2000) - 24 hs. en el cine (2002) - Cuarto para espectros (2004) - Museo de cera (2006) - Retrato de un cazador (2009) - Suicidas y sicarios (2016) - El Laberinto de Neblina (2022) EPs - Altoparlantes (2001) - Altoparlantes 2 (2008) | Álbumes demo - Hoy no vencerán (1993) - Todo me sale mal (1994) - Demo (1997) Colaboraciones - La furia records II [Canciones: "Un mal sueño" y "Diego (entregando el corazón)"] (1994) - Invasión 99 [Canción: "Poción de amor"] (1999) - Todos somos Ramones [Canción: "Mental Hell"] (2005) |

## Videos oficiales
| Año  | Canción                     | Disco                   |
| ---- | --------------------------- | ----------------------- |
| 2004 | Sombras chinas              | Cuarto para espectros   |
| 2004 | ¿Quién soñó en tu almohada? | Cuarto para espectros   |
| 2004 | La casa quieta              | Cuarto para espectros   |
| 2006 | Nada cambió mi amor         | Museo de cera           |
| 2009 | El otro                     | Retrato de un cazador   |
| 2010 | Llueve el jueves            | Retrato de un cazador   |
| 2016 | Cien números                | Suicidas y sicarios     |
| 2022 | Lejos de olvidar            | El laberinto de neblina |
| 2024 | Baul Vacio                  | El laberinto de neblina |